# Pachataxa lutea
Pachataxa lutea är en svampdjursart som beskrevs av Gustavo Pulitzer-Finali 1986. Pachataxa lutea ingår i släktet Pachataxa och familjen Calthropellidae. Inga underarter finns listade i Catalogue of Life.